# Iron Man: Armored Adventures
Iron Man: Armored Adventures  je 3D superjunaška serija z računalniško generiranimi posebnimi učinki, ki temelji na istoimenskem liku iz Marvelovih stripov. V Združenih državah je bila prva sezona premierno predvajana 24. aprila 2009 na kanalu Nicktoons. Scenarij je napisal Christopher Yost. To je prva televizijska serija Iron Man po seriji Iron Man med leti 1994 do 1996, predvajati pa so jo začeli po uspehu akcijskega filma Iron Man.
Serija spremlja dogodivščine mladega Tonyja Starka in njegove skrite osebnosti Iron Mana. Kot Iron Man uporablja svoje tehnološke izume za boj proti drugim podobno tehnološko naprednim grožnjam. Pri njegovih pogumnih in nevarnih avanturah mu pomagata prijatelja James "Rhodey" Rhodes in Pepper Potts.
Druga sezona te serije je bila premierno predvajana 13. julija 2011, hkrati pa je potekala z angleško sinhronizacijo popolnoma ločene animirane serije Marvel Anime: Iron Man.